# Jan Fridegård
Jan Fridegård (* 14. Juni 1897 im Kirchspiel Enköpings-Näs, Gemeinde Enköping, als Johan Fridolf "Fride" Johansson; † 8. September 1968 in Uppsala) war ein schwedischer „proletarischer“ Schriftsteller. Den Untergrund seiner erzählenden Prosa bildete das ärmliche und drückende Landarbeitermilieu, aus dem er kam. Er fand zu einer kargen Sprache, „die Gröbstes und Zartes in sachlich expressiver Kraft klar und lebendig erfaßt“.

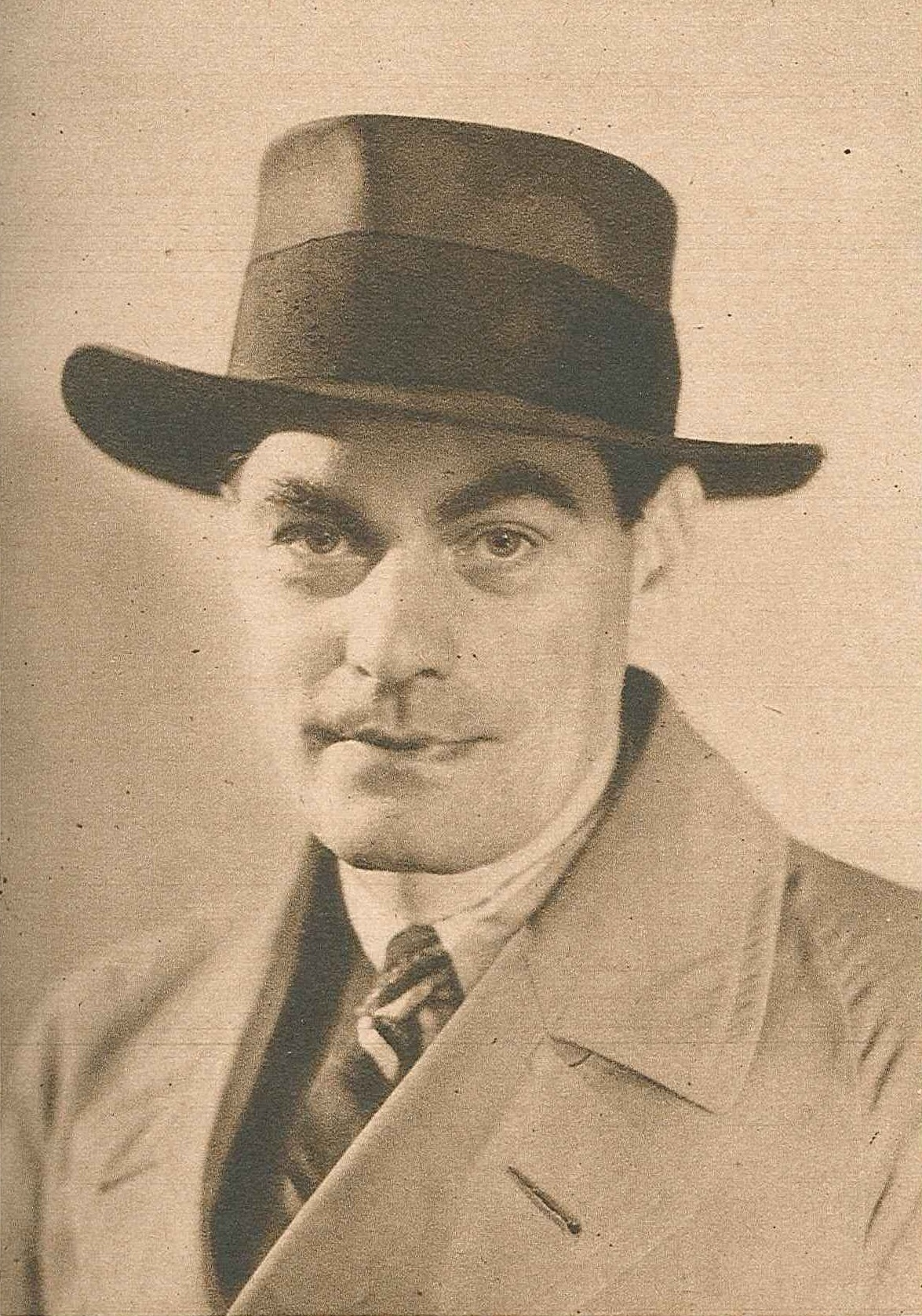
Jan Fridegård (um 1943)

## Leben
Der Sohn eines noch halb leibeigenen Statars absolviert die Volksschule, entweicht der Kinderfronarbeit mit 18 für drei Jahre zur berittenen Armee, wird gleich nach seiner Demobilisierung wegen Diebstahls zu acht Monaten Haft verurteilt. Während die Soldatenzeit Jahre später in den Roman Äran och hjältarna von 1938 eingeht, behandelt Fridegård die Gefängniserfahrung in seiner Trilogie um den Helden mit dem sprechenden Namen (deutsch) Lars Hart, erschienen 1935/36. Sie wird meist als sein Hauptwerk begriffen.
In den entbehrungsreichen Jahren nach der Haftentlassung (1919) hält sich Fridegård unter anderem als Fabrikarbeiter, Hausierer, Antiquariatsbuchhändler über Wasser. Streckenweise haust er auf einem Schrottplatz am Stadtrand von Stockholm in einem Autowrack. Er liest bewundernd Tschechow, Gorki, Jack London und Upton Sinclair. Als er 1931 mit einem Gedichtband debütiert, hat er bereits Artikel für die linke Zeitschrift Feuer geschrieben. Sein erster Roman erscheint zwei Jahre darauf. Da ihn das anfänglich geringe oder erboste Echo nicht entmutigt, kann er sich im Lauf der Jahre eine stetig wachsende Leserschaft erschreiben. Dazu tragen auch seine Begabung für dichte Naturschilderungen und seine Meisterschaft im Genre der Kurzgeschichte bei. 
Seit der Schule hatte er ein großes Interesse an der Wikingerzeit.
Mit Trägudars land (1940) macht er sich erstmals die Form des Historischen Romans zunutze (Wikingerzeit, Sklaverei). Zudem gewinnen seine Romane einen spirituellen, seinem Interesse am Übersinnlichen geschuldeten Zug. Mehrere Werke Fridegårds, darunter Lars Hård (1948), werden verfilmt. Mit 71 stirbt er (1968) in Uppsala, wo er auch begraben liegt.
Fridegård zog öfter um, blieb dabei aber überwiegend im mittelschwedischen Uppland. Dort sind einige Straßen oder Einrichtungen nach ihm benannt, so eine Schule in  Håbo bei Bålsta. In Övergran (Enköping) findet sich ein kleines Fridegård Museum.

## Auszeichnungen
- De Nios stora pris litteraturåret, 1947
- Litteraturfrämjandets stora pris litteraturåret, 1967
- Doblougska priset litteraturåret, 1968

## Werke
- 1931 – Den svarta lutan (Die schwarze Laute, Gedichte)
- 1933 – En natt i juli (Eine Nacht im Juli, Roman)[9]
- 1935 – Jag Lars Hård (Band I der Trilogie, deutsch Ich, Lars Hård, Ostberlin 1972)
- 1936 – Tack för himlastegen (II, Dank für die Himmelsleiter)
- 1936 – Barmhärtighet (III, Barmherzigkeit)
- 1937 – Offer
- 1938 – Äran och hjältarna (Helden und Ehre)
- 1939 – Statister
- 1940 – Trägudars land (deutsch Land der hölzernen Götter Kulturgeschichtlicher Roman, Prisma-Verlag Zenner und Gürchott, Leipzig 1980)
- 1941 – Torntuppen
- 1942 – Här är min hand (Hier ist meine Hand, Fortsetzung der Hård-Romane)
- 1944 – Gryningsfolket
- 1944 – Kvarnbudet
- 1947 – Fäderna: stenåldern
- 1948 – Johan From, Lars Hård och andra
- 1949 – Offerrök (deutsch Opferrauch: historische Romantrilogie, Leipzig 1990)
- 1950 – Kvinnoträdet
- 1951 – Lars Hård går vidare (Lars Hård geht weiter)
- 1952 – Johan Vallareman och andra sagor
- 1952 – Porten kallas trång
- 1953 – Vägen heter smal
- 1954 – Sommarorgel
- 1955 – Larsmässa
- 1955 – Lyktgubbarna
- 1956 – Flyttfåglarna
- 1956 – From och Hård
- 1957 – Arvtagarna
- 1958 – En bland eder
- 1959 – Muren
- 1959 – Svensk soldat
- 1960 – Soldathustrun
- 1961 – Mot öster - soldat!
- 1962 – Soldatens kärlek
- 1963 – Hemkomsten
- 1963 – Den gåtfulla vägen
- 1964 – På oxens horn (autobiografisch)
- 1965 – Lättingen
- 1965 – Noveller
- 1966 – Det kortaste strået
- 1967 – Tre stigar

posthum erschienen
- 1968 – Hallonflickan
- 1971 – Den blå dragonen. Självbiografiska berättelser
- 1973 – Ängslyckan och andra berättelser